# 가이아나의 재외공관 목록

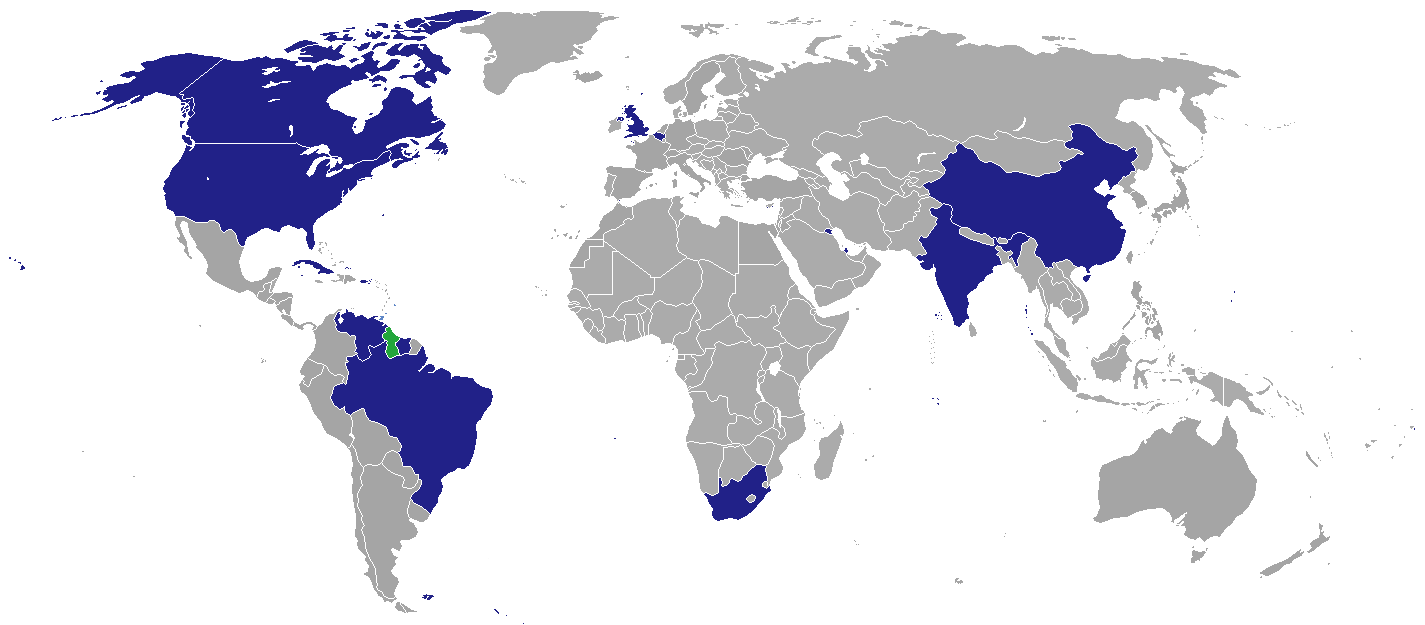
각 지역별 가이아나 재외공관들

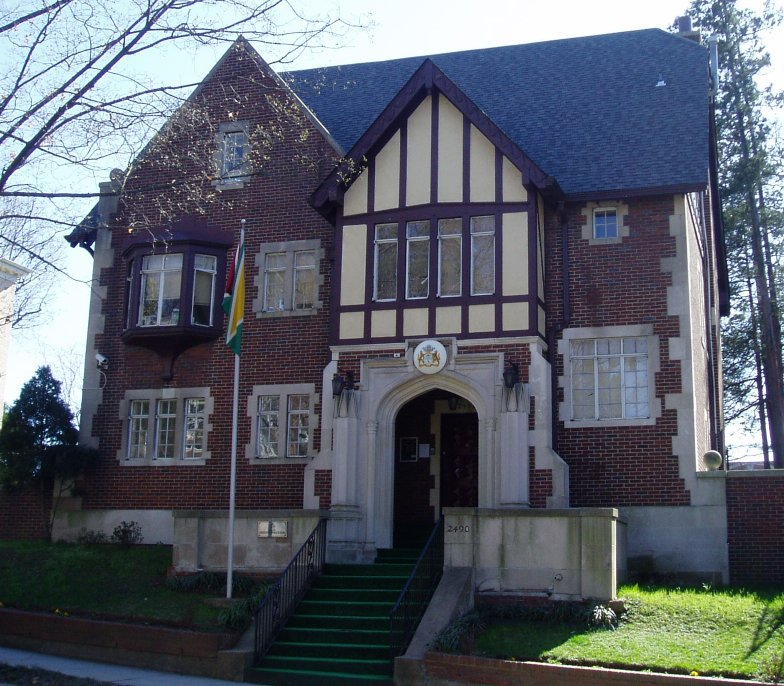
워싱턴 D.C. 주재 가이아나 대사관

가이아나의 재외공관 목록은 가이아나 주재 대사관과 고등판무관 사무소를 각국에 상주시켜 놓는 것을 의미하며, 가이아나의 재외공관을 나열한 목록이다.

## 아프리카·유럽
- 남아프리카 공화국 : 프리토리아 (고등판무관 사무소)
- 벨기에 : 브뤼셀 (대사관)
- 영국 : 런던 (고등판무관 사무소)

## 아메리카
- 바베이도스 : 브리지타운 (총영사관)
- 브라질 : 브라질리아 (대사관), 보아비스타 (총영사관)
- 캐나다 : 오타와 (고등판무관 사무소)
- 미국 : 워싱턴 D.C. (대사관), 뉴욕 (총영사관)
- 쿠바 : 아바나 (대사관)
- 코스타리카 : 산호세 (대사관)
- 수리남 : 파라마리보 (대사관), 니우니케리 (총영사관)
- 베네수엘라 : 카라카스 (대사관)

## 아시아
- 중화인민공화국 : 베이징시 (대사관)
- 인도 : 뉴델리 (고등판무관 사무소)
- 쿠웨이트 : 쿠웨이트시티 (대사관)

## 대표부
- UN 가이아나 정부 대표부 : 뉴욕
- EU 가이아나 정부 대표부 : 브뤼셀
- 미주 기구 가이아나 정부 대표부 : 워싱턴 D.C.